# Lijst van Deense gemeenten (tot 2007)

Een overzicht van Deense gemeenten per provincie zoals deze tot eind 2006 werd gehanteerd. Voor de indeling per 1 januari 2007: zie de Lijst van Deense gemeenten (na 2007).

## Stadsprovincies
- Kopenhagen
- Frederiksberg

## Kopenhagen
| - Albertslund - Ballerup - Brøndby - Dragør - Gentofte - Gladsaxe - Glostrup - Herlev - Høje-Taastrup | - Hvidovre - Ishøj - Ledøje-Smørum - Lyngby-Taarbæk - Rødovre - Søllerød - Tårnby - Værløse - Vallensbæk |

## Frederiksborg
| - Allerød - Birkerød - Farum - Fredensborg-Humlebæk - Frederikssund - Frederiksværk - Græsted-Gilleleje - Helsinge - Helsingør - Hillerød | - Hørsholm - Hundested - Jægerspris - Karlebo - Ølstykke - Skævinge - Skibby - Slangerup - Stenløse |

## Roskilde
| - Bramsnæs - Greve - Gundsø - Hvalsø - Køge - Lejre | - Ramsø - Roskilde - Skovbo - Solrød - Vallø |

## West-Seeland
| - Bjergsted - Dianalund - Dragsholm - Fuglebjerg - Gørlev - Hashøj - Haslev - Holbæk - Høng - Hvidebæk - Jernløse - Kalundborg | - Korsør - Nykøbing-Rørvig - Ringsted - Skælskør - Slagelse - Sorø - Stenlille - Svinninge - Tølløse - Tornved - Trundholm |

## Storstrøm
| - Fakse - Fladså - Højreby - Holeby - Holmegaard - Langebæk - Maribo - Møn - Næstved - Nakskov - Nørre Alslev - Nykøbing Falster | - Nysted - Præstø - Ravnsborg - Rødby - Rønnede - Rudbjerg - Sakskøbing - Stevns - Stubbekøbing - Suså - Sydfalster - Vordingborg |

## Funen
| - Aarup - Ærø - Årslev - Assens - Bogense - Broby - Egebjerg - Ejby - Faaborg - Glamsbjerg - Gudme - Haarby - Kerteminde - Langeskov - Middelfart - Munkebo | - Nørre Aaby - Nyborg - Odense - Ørbæk - Otterup - Ringe - Rudkøbing - Ryslinge - Søndersø - Svendborg - Sydlangeland - Tommerup - Tranekær - Ullerslev - Vissenbjerg |

## Zuid-Jutland
| - Aabenraa - Augustenborg - Bov - Bredebro - Broager - Christiansfeld - Gram - Gråsten - Haderslev - Højer - Løgumkloster - Lundtoft | - Nordborg - Nørre-Rangstrup - Rødding - Rødekro - Skærbæk - Sønderborg - Sundeved - Sydals - Tinglev - Tønder - Vojens |

## Ribe
| - Billund - Blåbjerg - Blåvandshuk - Bramming - Brørup - Esbjerg - Fanø | - Grindsted - Helle - Holsted - Ølgod - Ribe - Varde - Vejen |

## Vejle
| - Børkop - Brædstrup - Egtved - Fredericia - Gedved - Give - Hedensted - Horsens | - Jelling - Juelsminde - Kolding - Lunderskov - Nørre-Snede - Tørring-Uldum - Vamdrup - Vejle |

## Ringkjøbing
| - Aaskov - Aulum-Haderup - Brande - Egvad - Herning - Holmsland - Holstebro - Ikast - Lemvig | - Ringkøbing - Skjern - Struer - Thyborøn-Harboøre - Thyholm - Trehøje - Ulfborg-Vemb - Videbæk - Vinderup |

## Viborg
| - Aalestrup - Bjerringbro - Fjends - Hanstholm - Hvorslev - Karup - Kjellerup - Møldrup - Morsø | - Sallingsund - Skive - Spøttrup - Sundsøre - Sydthy - Thisted - Tjele - Viborg |

## Noord-Jutland
| - Aabybro - Aalborg - Aars - Arden - Brønderslev - Brovst - Dronninglund - Farsø - Fjerritslev - Frederikshavn - Hadsund - Hals - Hirtshals - Hjørring | - Hobro - Læsø - Løgstør - Løkken-Vrå - Mariager - Nibe - Nørager - Pandrup - Sæby - Sejlflod - Sindal - Skagen - Skørping - Støvring |

## Århus
| - Aarhus - Ebeltoft - Galten - Gjern - Grenaa - Hadsten - Hammel - Hinnerup - Hørning - Langå - Mariager - Midtdjurs - Nørhald | - Nørre Djurs - Odder - Purhus - Randers - Rønde - Rosenholm - Rougsø - Ry - Samsø - Silkeborg - Skanderborg - Sønderhald - Them |